# Station Espelkamp
Station Espelkamp (Bahnhof Espelkamp) is een spoorwegstation in de Duitse plaats Espelkamp, in de deelstaat Noordrijn-Westfalen. Het station ligt aan de spoorlijn Bünde - Bassum. Het station telt één perronspoor. Op het station stoppen alleen treinen van de Eurobahn.

## Treinverbindingen
De volgende treinserie doet station Espelkamp aan:
| Serie | Treinsoort              | Route                                                                      | Bijzonderheden                           |
| ----- | ----------------------- | -------------------------------------------------------------------------- | ---------------------------------------- |
| RB 71 | Regionalbahn (eurobahn) | Bielefeld Hbf – Herford – Bünde (Westf) – Espelkamp – Rahden (Kr Lübbecke) | Ravensberger Bahn zondag 1x per twee uur |